# Esteira (artesanato)

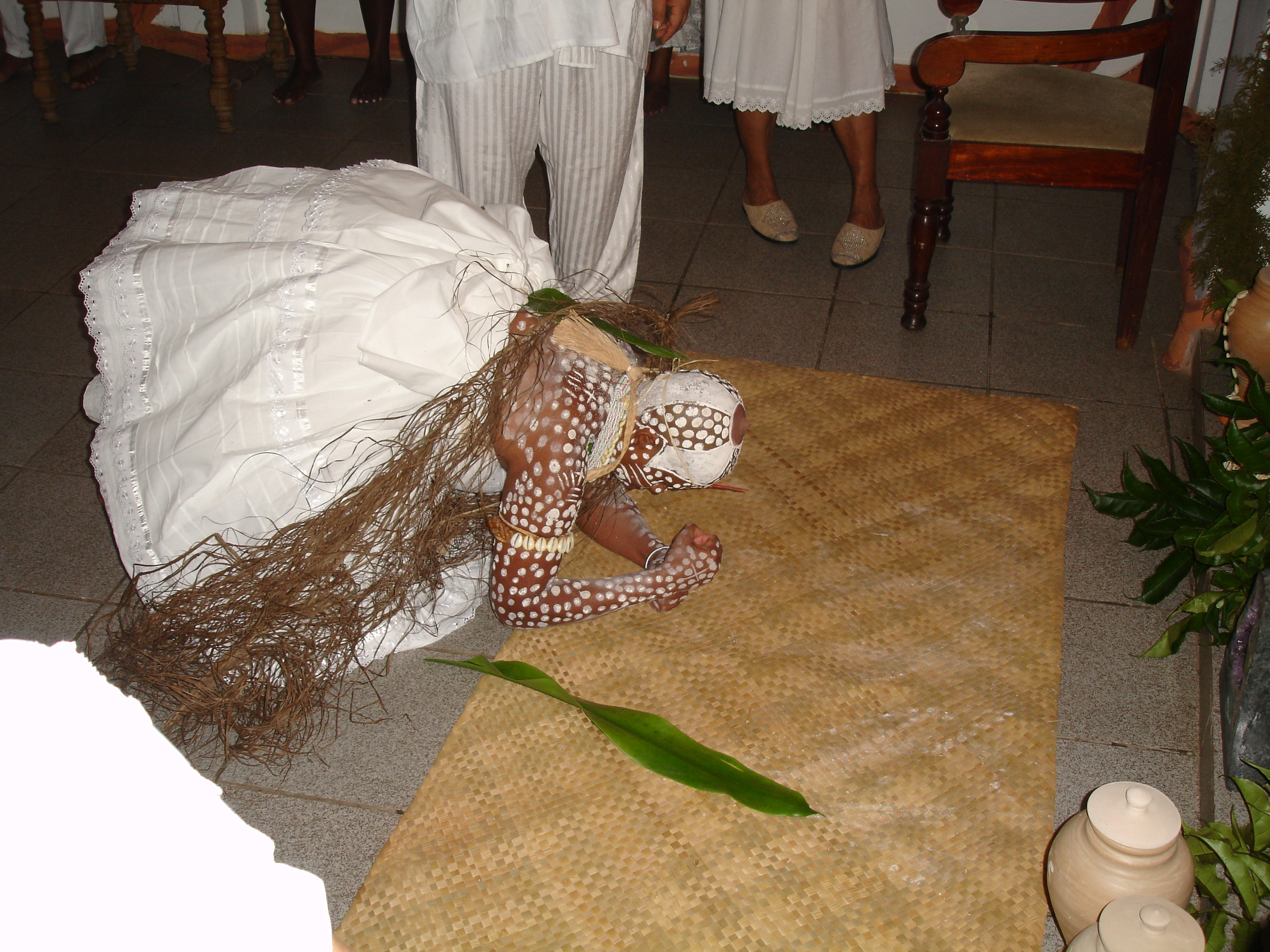
Iaô sobre uma esteira de candomblé

Esteira, adicissa, enim, dicissa e esteira nagô, são nomes pertinentes à peça de artesanato feita de vários materiais, como taboa, sisal, palha etc., muito usada na Região Nordeste do Brasil e em terreiros das religiões afro-brasileiras. 

## Uso religioso
Objeto sagrado muito importante para o povo do santo, fazendo parte de quase todos os rituais como feitura de santo, panã, sasanha, Oruncó bori, tem a função de cama, mesa e divisória para compartimentos sagrados do terreiro e pejis.